# Forbidden Stories
Forbidden Stories és una organització sense ànim de lucre que té com a objectiu «continuar i publicar el treball d'altres periodistes que s'enfronten a amenaces, presó o assassinat». Per aconseguir-ho, permet als periodistes enviar el seu treball a Forbidden Stories, de manera que altres periodistes tenen accés al material en cas que l'investigador original no pugui prosseguir. Manté relacions amb organitzacions com Reporters Sense Fronteres i Freedom of the Press Foundation.
A nivell internacional ha estat elogiada per Columbia Journalism Review, Daily Times, Deutschlandfunk, The Guardian, Le Monde, i Radio-Télévision belge de la Communauté française.
El març de 2018, va rebre el premi «Projecte de periodisme de l'any» a la Cimera Anual de Periodisme de França i va estar nominada el 2019 per a l'European Press Prize en la categoria d'innovació.

## Història
Forbidden Stories va ser ideada per Laurent Richard, un periodista d'investigació i cineasta francès, després de l'atemptat contra Charlie Hebdo del 7 de gener de 2015 en què van morir 12 persones i 11 més van resultar ferides, totes periodistes i dibuixants, perpetrat per dos terroristes gihadistes. Les oficines del setmanari Charlie Hebdo es trobaven a prop del lloc de treball de Richard.
Més endavant, la periodista Daphne Caruana Galizia va morir en l'atemptat d'un cotxe bomba el 16 d'octubre de 2017. El 30 d'octubre de 2017, Reporters Sense Fronteres i l'ONG Freedom Voices Network van anunciar el naixement de Forbidden Stories com una plataforma en línia xifrada segura que permet als periodistes amenaçats publicar el seu treball i protegir la seva informació i privacitat. Forbidden Stories permet continuar amb els treballs d'investigació «silenciats» i donar a conèixer les seves històries al gran públic. L'objectiu de Forbidden Stories és «dissuadir els possibles atacs contra periodistes donant suport a la seva feina i donar a conèixer els assassinats i les desaparicions de companys». Forbidden Stories continua el «treball de periodistes assassinats, empresonats o incapacitats d'alguna manera».
Richard va reconèixer la influència dels projectes de periodisme col·laboratiu The Daphne Project i de The Arizona Project, en què 38 periodistes estatunidencs van completar el treball d'investigació de Don Bolles després del seu assassinat el 1976. L'any 2015, els companys de Khadija Ismayilova del Projecte d'Informació sobre el Crim Organitzat i la Corrupció (OCCRP) van continuar el seu treball sobre «la corrupció i l'evasió fiscal de la família governant a Bakú» després de ser empresonada a l'Azerbaidjan. L'Associação Brasileira de Jornalismo Investigativo, una ONG brasilera de periodisme d'investigació, va dur a terme el treball de Tim Lopes, que va ser cremat viu pel seu treball sobre el narcotràfic a Rio de Janeiro el 2002.

## Investigacions
- Després de l'assassinat de la periodista mexicana Miroslava Breach, Forbidden Stories va continuar la seva investigació sobre violacions de drets humans, tràfic de drogues i corrupció política[17] en cooperació amb les organitzacions Bellingcat[18] i el Centre Llatinoamericà de Periodisme d'Investigació.[19]
- Al través del projecte Green Blood, ha continuat la feina de 13 periodistes assassinats per informar sobre temes ambientals: Crispin Perez, Desidario Camangyan, Ardiansyah Matra'is, Gerardo Ortega, Darío Fernández Jaén, Wisut Tangwittayaporn, Hang Serei Odom, Sai Reddy, Mikhail Beketov, Jagendra Singh, Soe Moe Tun, Karun Misra i María Efigenia Vásquez Astudillo.[20][21]
- La investigació del segrest i assassinat del periodista equatorià Javier Ortega, el fotògraf Paúl Rivas i el seu xofer Efraín Segarra forma part de Deadly border.[22][23]
- Després de l'assassinat de Daphne Caruana Galizia, Forbidden Stories continua la seva investigació a The Daphne Project.[24][25]
- Javier Valdez Cárdenas va ser assassinat a causa de les seves investigacions sobre el Càrtel de Sinaloa.[26][27]
- Cecilio Pineda va ser assassinat després d'afirmar els vincles entre funcionaris locals i narcotraficants a Mèxic.[28][29]
- La investigació sobre la corrupció al món del futbol a Ghana va continuar després de l'assassinat d'Ahmed Hussein-Suale.[30][31]
- A Cartel project s'ha continuat la investigació de Regina Martínez sobre els «milers d'individus desapareguts misteriosament»[32] i la seva relació amb els càrtels mexicans.[33]
- L'any 2021, Forbidden Stories va formar part de l'equip de periodistes d'investigació que va destapar l'ús indegut del programari espia Pegasus.[34][35][36]
- El 2023, va desvelar que l'empresari i exmilitar israelià, Tal Hanan, era el responsable del l'atac informàtic contra la Generalitat de Catalunya durant el Consulta sobre la independència de Catalunya de 2014 que va consistir en un assalt en massa a telèfons i portals web relacionats amb l'organització de la consulta.[37]

## Equip de treball
- Can Dündar, antic redactor en cap del diari turc Cumhuriyet[38]
- Khadija Ismayilova, periodista d'investigació azerbaidjanesa
- Marina Walker Guevara, directora adjunta del Consorci Internacional de Periodistes d'Investigació amb seu als Estats Units d'Amèrica[39]
- Bastian Obermayer, periodista d'investigació alemany guanyador del Premi Pulitzer amb el diari Süddeutsche Zeitung
- Fabrice Arfi, cocap d'investigació del diari francès en línia Mediapart[40]
- Will Potter, periodista d'investigació estatunidenc